# 严虞惇
嚴虞惇（1650年—1713年），字宝成，号思庵，江南常熟縣（今常熟市）人。清初政治人物，榜眼及第。官至太僕寺少卿。

## 生平
顺治七年（1650年）出生，能背诵九经、三史，人称神童，康熙三十六年，殿试钦赐一甲第二名進士，授翰林院编修。康熙三十八年科场案狱发生，嚴虞惇之子侄连中，试官李蟠、姜宸英皆其同年友，涉嫌舞弊，由是罢归。讀書甚勤，尤好史學。圣祖南巡，虞惇献诗十章。不久即补国子监丞，转大理寺寺副。充任四川乡试副考官，又充任湖广乡试正考官。官至太仆寺少卿。康熙五十二年（1713年）卒。

## 著作
有《读诗质疑》三十六卷、《易经提要》、《通鉴提要》、《文献通考详节》等。

## 家族
高祖嚴訥，明嘉靖年間大學士；祖父嚴栻，兵部員外郎。